# Андраково (Грязовецкий район)
Андраково — деревня в Грязовецком районе Вологодской области.
Входит в состав Юровского муниципального образования, с точки зрения административно-территориального деления — в Юровский сельсовет.
Расстояние по автодороге до районного центра Грязовца — 28 км, до центра муниципального образования Юрово — 8 км. Ближайшие населённые пункты — Коротыгино, Шумлево, Мошенниково.
По переписи 2002 года население — 21 человек (8 мужчин, 13 женщин). Всё население — русские.